# Lateralisation des Gehirns
Als Lateralisation des Gehirns bezeichnet man die neuroanatomische Ungleichheit und funktionale Aufgabenteilung und Spezialisierung der Großhirnhemisphären. Das Gehirn der meisten höheren Organismen ist morphologisch betrachtet bilateralsymmetrisch aufgebaut. Obwohl diese Symmetrie auf einen wesentlich gleichartigen Aufbau hinweist, weiß man seit langer Zeit aus vielfältigen Beobachtungen und Experimenten, dass die Aufgaben und Funktionen des Gehirns eine räumliche Spezialisierung erfahren haben. Einige Funktionen oder Teilfunktionen des Gehirns werden bevorzugt in einer der beiden Gehirnhälften ausgeführt. Die Aufteilung von Prozessen auf die rechte und linke Hälfte wird als Lateralisation bezeichnet.
Das Großhirn besteht aus zwei stark gefurchten Halbkugeln (Hemisphären), die durch einen tiefen Einschnitt – die Hirnlängsfurche (Fissura longitudinalis) – voneinander getrennt sind. Die Verbindung zwischen den beiden Hemisphären wird durch einen dicken Nervenstrang, den so genannten Balken (Corpus callosum), hergestellt.

## Anatomische Asymmetrien

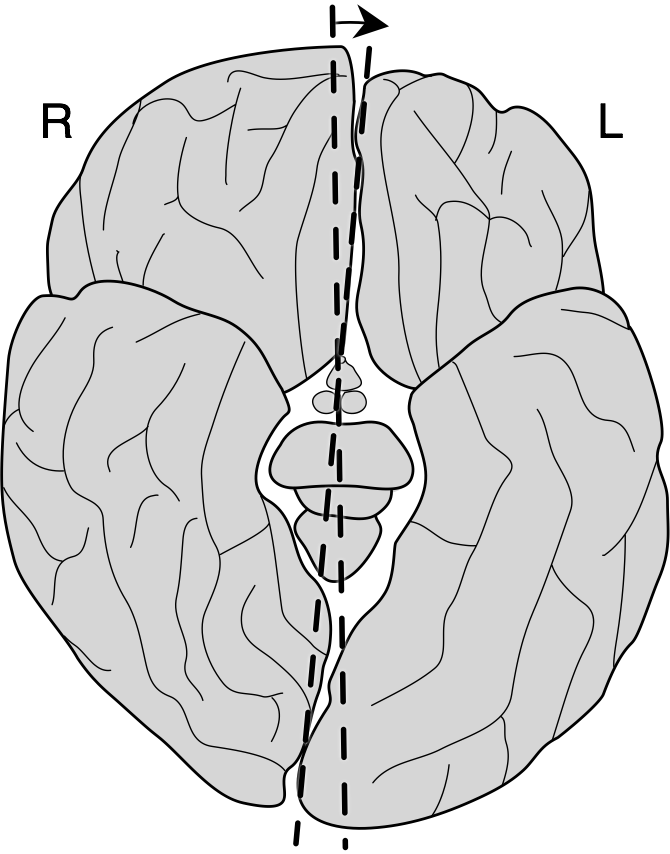
Die Yakovlevianische Torsion im Großhirn (Cerebrum), von unten gesehen, leicht übertrieben.

Als anatomische Asymmetrien der Hemisphären werden makroskopisch oder mikroskopisch erfassbare Unterschiede einander entsprechender Strukturen beider Gehirnhälften bezeichnet. Makroskopisch können Unterschiede bezüglich der Volumina umschriebener Gehirnareale sowie bezüglich der Länge, Tiefe und Form von Gehirnfurchen festgestellt werden. Eine mikroskopische Untersuchung zeigt, dass hinsichtlich des Vorkommens einzelner Zellarten und ihrer Vernetzung untereinander Unterschiede bestehen.
Die wichtigsten Asymmetrien betreffen die Sylvische Furche, das Planum temporale, den Heschl-Gyrus, den Sulcus centralis sowie die okzipitale und frontale Weite. So lässt sich in 70 % der Fälle nachweisen, dass die Sylvische Furche in der linken Hemisphäre ausgedehnter ist. Dies gilt insbesondere für Rechtshänder. Zudem zeigt sich für die linke Hemisphäre ein größeres spezifisches Gesamtgewicht, eine größere Inselrinde, ein größerer Anteil grauer Substanz, ein größerer inferiorer Temporallappen und Nucleus lateralis posterior des Thalamus. Letztendlich ist der Frontallappen links schmaler.

## Funktionale Asymmetrien

### Methoden
Frühe Studien zur funktionalen Spezialisierung der Hemisphären basieren zu weiten Teilen auf neurologischen und neuropsychologischen Studien zu Auswirkungen von Hirnverletzungen (Läsionen) auf kognitive Fähigkeiten. Durch den Vergleich zweier Patienten mit Läsionen in unterschiedlichen Hemisphären kann anhand des Prinzips der doppelten Dissoziation auf die funktionale Lateralisierung geschlossen werden.
Seit den 1960er Jahren wurde bei Split-Brain-Patienten die Verbindung zwischen den Hemisphären operativ entfernt, was eine experimentelle Untersuchung der Arbeitsweisen der Gehirnhälften ermöglichte. Hemisphären können zudem reversibel mit Hilfe des Wada-Tests blockiert werden.
Aufgrund der ethischen Problematik bei Versuchen am Menschen wurden operative Eingriffe häufig durch eine gleichzeitige, teilweise erfolgreiche, Behandlung von Epileptikern begründet. Durch den technischen Fortschritt haben in den letzten Jahrzehnten bildgebende Verfahren wie die Magnetresonanztomographie eine zunehmende Bedeutung erhalten.

### Lateralisation kognitiver Fähigkeiten
Das bekannteste Beispiel für die funktionale Asymmetrie ist die Dominanz der linken Hemisphäre bei der Sprachproduktion, die sich bei rund 95 % der Rechtshänder und 70 % der Linkshänder nachweisen lässt. Untersuchungen bei Split-Brain-Patienten haben gezeigt, dass ein nur in der rechten Hemisphäre verarbeiteter Reiz keine sprachlich-expressiven Äußerungen erlaubt. Des Weiteren gilt die linke Gehirnhälfte bei der Worterkennung und mathematischen Operationen als dominant. Eine Dominanz der rechten Hemisphäre lässt sich unter anderem bei der räumlichen Wahrnehmung und dem Gesichtserkennen nachweisen.

### Right-Shift-Theorie
Nach der von Annett entwickelten Right-Shift-Theorie ist die Sprachdominanz der linken Hemisphäre auf ein einzelnes Gen zurückzuführen. Dieser Einfluss wäre nicht nur mit einer Hemmung der entsprechenden Entwicklung in der rechten Gehirnhälfte verknüpft, sondern würde als Nebeneffekt zudem die motorische Geschicklichkeit der linken Hand benachteiligen und somit die Verbindung zwischen Händigkeit und Hemisphärenspezialisierung erklären. Nach Annett impliziert eine extrem ausgeprägte Hemisphärendominanz zudem Nachteile in der kognitiven oder motorischen Leistungsfähigkeit. Die Right-Shift-Theorie ist in der Gegenwartsforschung umstritten, so konnten etwa Crow und Mitarbeiter keinen Zusammenhang zwischen extremer Hemisphärendominanz und kognitiver Beeinträchtigung finden.